# Rita Gam
Rita Gam (Pittsburgh, 2 aprile 1927 – Los Angeles, 22 marzo 2016) è stata un'attrice statunitense di origini franco-romene attiva fra gli anni cinquanta e i novanta tanto in teatro e cinema (sia in film di genere che in pellicole in costume) quanto in televisione.

## Biografia
Iniziò la carriera come interprete teatrale a Broadway, recitando anche in diverse serie televisive (fra le altre, Mannix, Agenzia Rockford, Matt Helm). Debuttò nel cinema nel 1952 nel film noir La spia, in cui recitò accanto a Ray Milland. Un altro suo ruolo di rilievo è stato quello di Erodiade nel kolossal Il re dei re (1961) di Nicholas Ray.
Nel 1953 fu candidata al Golden Globe per la migliore attrice debuttante e condivise nel 1962 l'Orso d'argento per la migliore attrice con Viveca Lindfors per l'interpretazione nel film di Tad Danielewski Tre individui tanto odio.
Attrice di particolare avvenenza, terminata la carriera di interprete cinematografica e televisiva, sviluppatasi anche in Europa, particolarmente negli anni sessanta, è tornata in USA per intraprendere l'attività di documentarista.

## Vita privata
Dal 1949 al 1954 è stata sposata con il regista Sidney Lumet, e dal 1956 al 1963 con l'editore Thomas Guinzburg, da cui ha avuto due figli. Grande amica di Grace Kelly, al suo matrimonio fu una delle damigelle d'onore.
È morta nel 2016 all'età di 88 anni per insufficienza respiratoria.

## Filmografia parziale

### Cinema
- La spia (The Thief), regia di Russell Rouse (1952)
- Saadia, regia di Albert Lewin (1953)
- Gente di notte (Night People), regia di Nunnally Johnson (1954)
- Il re dei barbari (Sign of the Pagan), regia di Douglas Sirk (1954)
- Fuoco magico (Magic Fire), regia di William Dieterle (1955)
- La principessa dei Moak (Mohawk), regia di Kurt Neumann (1956)
- Sierra Baron, regia di James B. Clark (1958)
- Costa Azzurra, regia di Vittorio Sala (1959)
- Annibale, regia di Carlo Ludovico Bragaglia, Edgar G. Ulmer (1959)
- Il re dei re (King of Kings), regia di Nicholas Ray (1961)
- Tre individui tanto odio (No Exit), regia di Tad Danielewski e, non accreditato, Orson Welles (1962)
- Una squillo per l'ispettore Klute (Klute), regia di Alan J. Pakula (1971)
- Il solitario di Rio Grande (Shoot Out), regia di Henry Hathaway (1971)
- Ma che razza di amici! (Such Good Friends), regia di Otto Preminger (1971)
- Non aspettate mezzanotte (Midnight), regia di Norman Thaddeus Vane (1989)

### Televisione
- Lights Out – serie TV, episodio 3x40 (1951)
- Screen Directors Playhouse – serie TV, episodio 1x19 (1956)
- The DuPont Show of the Month – serie TV, episodio 1x05 (1958)
- The United States Steel Hour – serie TV, 2 episodi (1960)
- Tre nipoti e un maggiordomo (Family Affair) – serie TV, episodio 1x10 (1966)
- McMillan e signora (McMillan & Wife) – serie TV, 1 episodio (1973)
- Mannix – serie TV, 2 episodi (1974)
- Matt Helm – serie TV, 1 episodio (1975)
- I grandi eroi della Bibbia (Greatest Heroes of the Bible) – miniserie TV, 2 puntate (1978)
- Agenzia Rockford (The Rockford Files) – serie TV, 1 episodio (1979)
- Il brivido dell'imprevisto (Tales of the Unexpected) – serie TV, 1 episodio (1981)

## Doppiatrici italiane
- Rosetta Calavetta in Il re dei re, Il solitario di Rio Grande
- Lydia Simoneschi in Costa Azzurra
- Andreina Pagnani in Annibale